# Dudín
Dudín (en allemand : Studein in Böhmen) est une commune du district de Jihlava, dans la région de Vysočina, en Tchéquie. Sa population s'élevait à 197 habitants en 2024.

## Géographie
Dudín se trouve à 11 km au sud-sud-est de Humpolec, à 15 km à l'ouest-nord-ouest de Jihlava et à 103 km à l'est-sud-est de Prague.
La commune est limitée par Mysletín au nord, par Ústí et Zbilidy à l'est, par Opatov au sud et au sud-ouest, et par Zachotín à l'ouest.

## Histoire
La première mention écrite de la localité date de 1226.

## Galerie

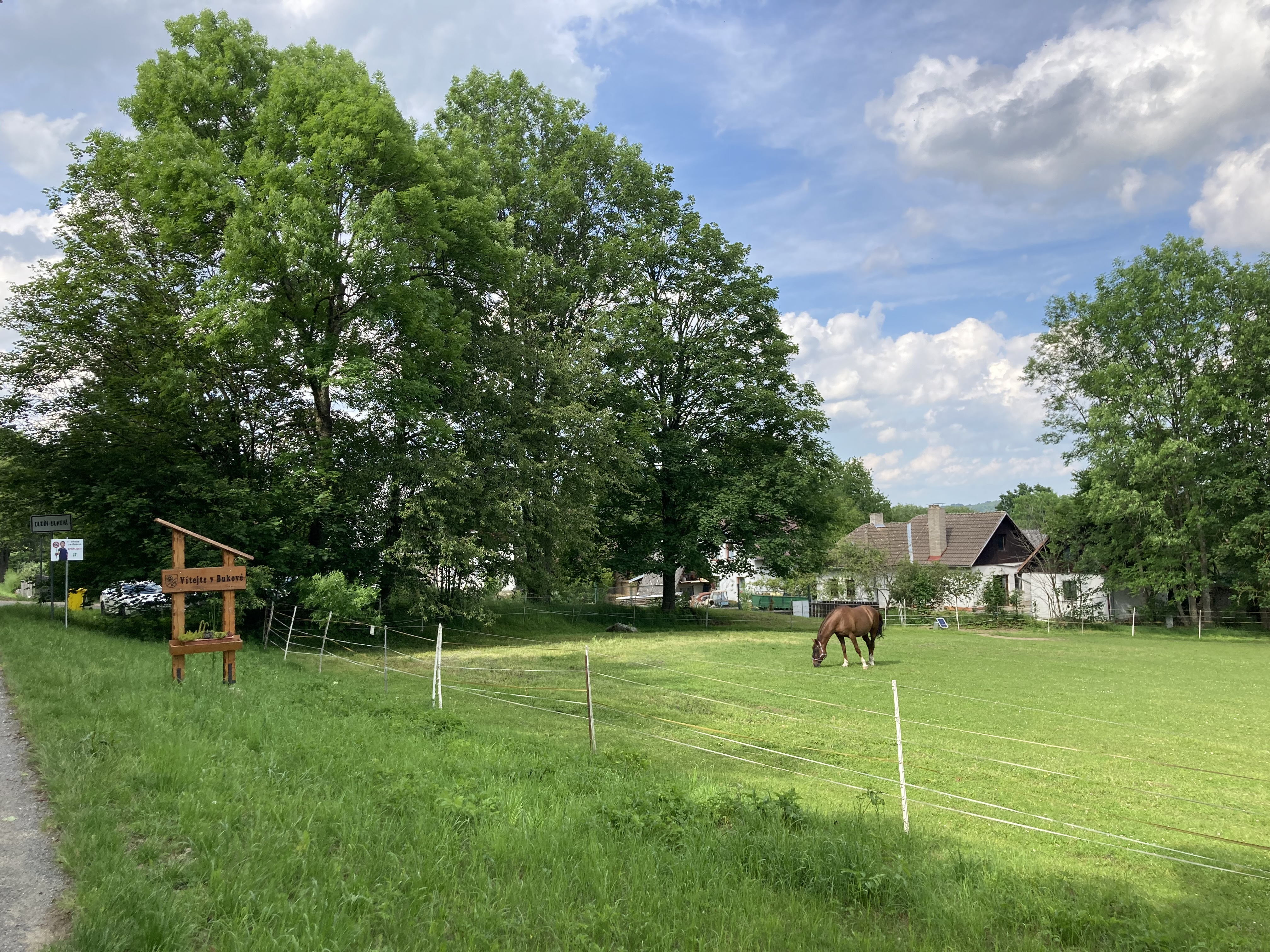
Buková.
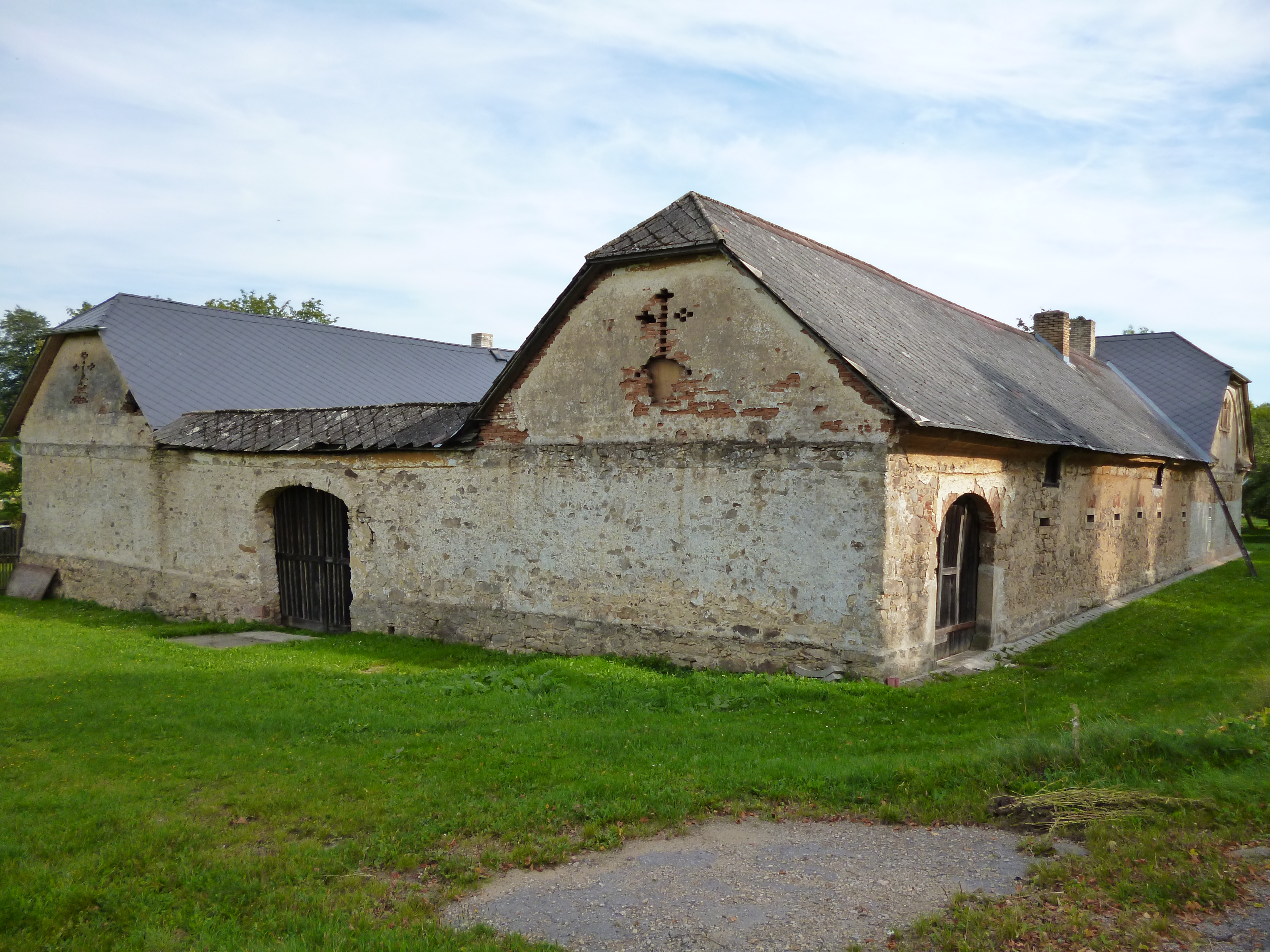
Ancienne auberge.

## Transports
Par la route, Dudín se trouve à 13 km de Humpolec, à 18,5 km de Jihlava et à 113 km de Prague.